# Tipula strictistyla
Tipula strictistyla är en tvåvingeart som beskrevs av Alexander 1971. Tipula strictistyla ingår i släktet Tipula och familjen storharkrankar. Inga underarter finns listade i Catalogue of Life.